# Turniej o Srebrny Kask 1969
Turniej o Srebrny Kask 1969 – rozegrany w sezonie 1969 turniej żużlowy z cyklu rozgrywek o „Srebrny Kask”. Wygrał Jerzy Szczakiel, drugi był Marek Cieślak, a Ryszard Dziatkowiak stanął na najniższym stopniu.

## Wyniki finałów
Poniżej zestawienie czołowej piątki każdego z rozegranych 5 turniejów finałowych.

### I turniej
- 30 maja 1969, Gniezno

| Msc. | Zawodnik           | Klub                     | Pkt |  |  |
| ---- | ------------------ | ------------------------ | --- |  |  |
| 1    | Antoni Fojcik      | ROW Rybnik               | 12  |  |  |
| 2    | Lech Zapart        | Włókniarz Częstochowa    | 10  |  |  |
| 3    | Jerzy Szczakiel    | Kolejarz Opole           | 10  |  |  |
| 4    | Paweł Protasiewicz | Zgrzeblarki Zielona Góra | 7   |  |  |
| 5    | Marek Cieślak      | Włókniarz Częstochowa    | 7   |  |  |

### II turniej
- 8 czerwca 1969, Opole

| Msc. | Zawodnik        | Klub                  | Pkt |  |  |
| ---- | --------------- | --------------------- | --- |  |  |
| 1    | Jerzy Szczakiel | Kolejarz Opole        | 11  |  |  |
| 2    | Antoni Fojcik   | ROW Rybnik            | 10  |  |  |
| 3    | Leszek Marsz    | Wybrzeże Gdańsk       | 10  |  |  |
| 4    | Marek Cieślak   | Włókniarz Częstochowa | 10  |  |  |
| 5    | Lech Zapart     | Włókniarz Częstochowa | 9   |  |  |

### III turniej
- 20 czerwca 1969, Zielona Góra

| Msc. | Zawodnik            | Klub                     | Pkt |  |  |
| ---- | ------------------- | ------------------------ | --- |  |  |
| 1    | Jerzy Szczakiel     | Kolejarz Opole           | 12  |  |  |
| 2    | Marek Cieślak       | Włókniarz Częstochowa    | 11  |  |  |
| 3    | Ryszard Dziatkowiak | Stal Gorzów Wlkp.        | 9   |  |  |
| 4    | Paweł Protasiewicz  | Zgrzeblarki Zielona Góra | 8   |  |  |
| 5    | Lech Zapart         | Włókniarz Częstochowa    | 7   |  |  |

### IV turniej
- 11 lipca 1969, Gorzów Wielkopolski

| Msc. | Zawodnik            | Klub                  | Pkt |  |  |
| ---- | ------------------- | --------------------- | --- |  |  |
| 1    | Marek Cieślak       | Włókniarz Częstochowa | 12  |  |  |
| 2    | Ryszard Dziatkowiak | Stal Gorzów Wlkp.     | 11  |  |  |
| 3    | Jerzy Szczakiel     | Kolejarz Opole        | 8   |  |  |
| 4    | Leszek Marsz        | Wybrzeże Gdańsk       | 8   |  |  |
| 5    | Benedykt Kosek      | Polonia Bydgoszcz     | 8   |  |  |

### V turniej
- 24 sierpnia 1969, Leszno

| Msc. | Zawodnik            | Klub              | Pkt |  |  |
| ---- | ------------------- | ----------------- | --- |  |  |
| 1    | Ryszard Dziatkowiak | Stal Gorzów Wlkp. | 11  |  |  |
| 2    | Grzegorz Kuźniar    | Stal Rzeszów      | 9   |  |  |
| 3    | Bernard Jąder       | Unia Leszno       | 9   |  |  |
| 4    | Jerzy Szczakiel     | Kolejarz Opole    | 8   |  |  |
| 5    | Marian Krajewski    | Stal Rzeszów      | 8   |  |  |

## Klasyfikacja końcowa
Uwaga!: Odliczono jeden najgorszy wynik.
| Poz | Zawodnik            | Klub                     | CZE | GOR | ŁÓD | LES | GDA | Punkty |
| --- | ------------------- | ------------------------ | --- | --- | --- | --- | --- | ------ |
| 1   | Jerzy Szczakiel     | Kolejarz Opole           | 10  | 11  | 12  | 8   | 8   | 41     |
| 2   | Marek Cieślak       | Włókniarz Częstochowa    | 7   | 10  | 11  | 12  | 0   | 40     |
| 3   | Ryszard Dziatkowiak | Stal Gorzów Wlkp.        | 6   | 7   | 9   | 11  | 11  | 38     |
| 4   | Antoni Fojcik       | ROW Rybnik               | 12  | 10  | 2   | 7   | 6   | 35     |
| 5   | Lech Zapart         | Włókniarz Częstochowa    | 10  | 9   | 7   | –   | 6   | 32     |
| 6   | Leszek Marsz        | Wybrzeże Gdańsk          | 5   | 10  | 4   | 8   | –   | 27     |
| 7   | Paweł Protasiewicz  | Zgrzeblarki Zielona Góra | 7   | –   | 8   | 4   | 5   | 24     |
| 8   | Jan Michalak        | Sparta Wrocław           | 1   | 4   | 5   | 7   | 2   | 18     |
| 9   | Marian Krajewski    | Stal Rzeszów             | 0   | –   | 4   | 1   | 8   | 13     |
| 10  | Zbigniew Krawczyk   | Motor Lublin             | 2   | 5   | 1   | –   | 2   | 10     |
| 11  | Grzegorz Kuźniar    | Stal Rzeszów             | –   | –   | –   | –   | 9   | 9      |
|     | Bernard Jąder       | Unia Leszno              | –   | –   | –   | –   | 9   | 9      |
| 13  | Benedykt Kosek      | Polonia Bydgoszcz        | –   | 0   | –   | 8   | –   | 8      |

| Kolor   | Wynik      |
| ------- | ---------- |
| Złoty   | Zwycięzca  |
| Srebrny | 2. miejsce |
| Brązowy | 3. miejsce |